# Pârâul Mare, Albuia
Râul Pârâul Mare este un curs de apă, afluent al râului Albuia. 